# Gál Ferenc Egyetem
A Gál Ferenc Egyetem (röviden: GFE) (2008 előtt Szegedi Hittudományi Főiskola), egyházi egyetem, fenntartója a Szeged-Csanádi egyházmegye. Jogelődjét 1806-ban alapították Temesváron, Gál Ferenc teológus nevét pedig 2008 óta viseli. Az egyetemen jelenleg négy kar működik. Központja és a Teológiai Kar Szegeden, míg a Egészség- és Szociális Tudományi Kar Gyulán, a Gazdasági Kar Békéscsabán, a Pedagógiai Kar pedig Szarvason található. Az egyetem központi épülete a szegedi Dóm teret körülvevő épületegyüttes nyugati oldalán helyezkedik el.

## Története

### Jogelődök
Az intézmény történelmi elődjének az 1030-ban Szent Gellért püspök által alapított Csanád egyházmegyei káptalani iskola volt. A temesvári székhelyű püspökségen működő papneveldét 1806. november 17-én alapította Remetei Kőszeghy László. A szeminárium rektora a püspök fivére, Kőszeghy József lett. 1913–14-ben Glattfelder Gyula megyéspüspök új épületet emeltetett az intézetnek.

### A szegedi intézmény története

#### 2008 előtt
1919-ben a jezsuiták bölcseleti főiskolája és noviciátusa Pozsonyból Szegedre költözött át. 1921-ben már csak a főiskola maradt itt, amely Jezsuita Bölcseleti és Hittudományi Főiskola néven egészen 1950-ig működött.
A trianoni határok meghúzása után Glattfelder Gyula az egyházmegye székhelyét és a hittudományi főiskolát Szeged területére tette át. Az intézmény először a jezsuiták rendházában működött, majd a Dóm tér és a Fogadalmi Templom építkezése miatt 1923-ban kisszemináriumot nyitott Újszegeden. 1928-ban Glattfelder püspök felvázolta opcióként Klebelsberg Kuno kultuszminiszternek, hogy az újonnan létesült Ferenc József Tudományegyetemen belül létesülhetne egy teológiai kar, jezsuita vezetéssel. Ezt később Serédi Jusztinián esztergomi érsek elutasította. Végül az önálló szegedi teológiai fakultás koncepciója 1930. április 4-én a püspökkari konferencia második ülésnapján, ahol a püspökök nem emeltek kifogást a tervezet ellen. 1930. augusztus 28-án kelt római dekrétum elismerte a szeminárium alapszabályait és kimondta, hogy egyházmegye-közi jelleggel a csanádi, nagyváradi és szatmári kispapokat is képezze ki. 1930 szeptemberében 33 papnövendék és jezsuita tanárok által megkezdte az Egyházmegyeközi Nagyszeminárium az első tanévét. Október elején Glattfelder Gyula megáldotta az intézményt.
1951-ben az államszocializmus a szegedi szemináriumot felszámolta, azonban a papi nevelés nem állt le: először a kalocsai, majd 1952-ben a veszprémi érseki szeminárium került ide, 1953-tól pedig a váci és székesfehérvári kispapok tanultak itt. 1952-től kezdődően az intézmény a csanádi püspök és papjai irányítása alá került. A hallgatói létszám elérte a 80 főt, amely az 1960-as évekre 40-50 fő közé csökkent.
Az 1970-es években a világi teológiai képzés az országon belül elsőként Szegeden indult meg. A 25-30-as hallgatói létszám ennek következtében 120-500 főre, a tanári karé 6-ról 20-ra emelkedett. 1983-ban elindult a világi hallgatók (hittanárok és hitoktatók) levelező képzése, amely a rendszerváltás során nappali tagozatokkal bővült. Ebben az időben ide jártak a ferences rendi teológusok elöljárói is.
1991-ben az intézmény a Szegedi Tudományegyetem társult tagja lett. 1995-ben a szegedi teológiai főiskola teológiai és hittanári szakja a Pázmány Péter Katolikus Egyetem Teológiai Karához affiliálódott. Ezt a folyamatot a római Congregatio de Institutione Catholica is megerősítette.
1996. november 4-én az egykori jezsuita főiskola a teológiai intézménnyel együtt Szegedi Hittudományi Főiskola néven integrálódott.

#### 2008 óta
A Főiskola 2008-ban Kiss-Rigó László püspöksége idején felvette Gál Ferenc teológus nevét. Kozma Gábor rektori időszaka alatt az intézmény jelentős átalakuláson és bővülésen ment keresztül. Ez idő alatt a hallgatói létszám stagnált, de a teológia szakosok létszáma csökkent. Több szakirányban történt képzési bővítés, illetve több kutatócsoportot hoztak létre. 2014 és 2018 között a főiskolai képzés újabb karokkal bővült:
- 2014. augusztus 1-jétől a Szent István Egyetem Alkalmazott Bölcsészeti és Pedagógiai Karának szarvasi telephelyű Pedagógiai Intézete került a főiskolához, amely a Gál Ferenc Főiskola Pedagógiai Kara lett.
- 2017. február 2-ától a Szent István Egyetem Agrár- és Gazdaságtudományi Kar gyulai székhelyű telephelyű Gazdasági Campusa csatlakozott a főiskolához. Ettől az időponttól kezdve már a Gál Ferenc Főiskola Egészség- és Szociális Tudományi Karaként működik tovább.[7]
- Végül 2018. február 1-jétől a Szent István Egyetem Gazdasági-, Agrár- és Egészségtudományi Kar békéscsabai telephelyű Egészségtudományi Campusa csatlakozott a főiskolához.[8] Ettől az időponttól kezdve már a Gál Ferenc Főiskola Gazdasági Karaként működik tovább.[9]

Ezenkívül az intézmény fenntart egy mezőgazdasági központot Mezőtúron, továbbá egy-egy iskolai tagintézménnyel rendelkezik Szegeden, Gyulán, Békésen, és Szarvason.
2020. augusztus 1-jétől az intézmény egyetemi rangot szerzett.

## Karok, szakok

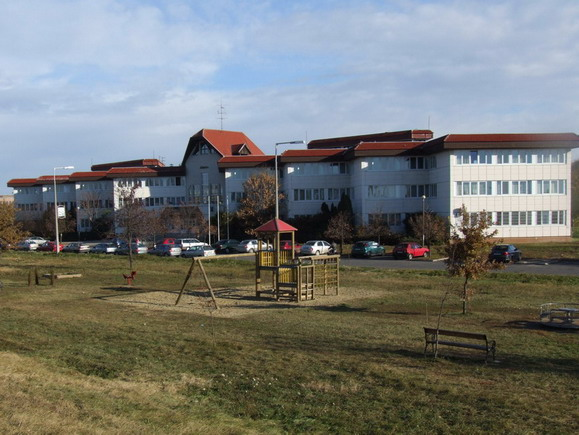
A Gazdasági Kar épülete Békéscsabán

### Az egyetem nevének változásai
|   | Név                              | Székhely | Időszak   |
| - | -------------------------------- | -------- | --------- |
| 1 | Egyházmegyeközi Nagyszeminárium  | Szeged   | 1930–1996 |
| 2 | Szegedi Hittudományi Főiskola    | Szeged   | 1996–2008 |
| 3 | Gál Ferenc Hittudományi Főiskola | Szeged   | 2008–2012 |
| 4 | Gál Ferenc Főiskola              | Szeged   | 2012–2020 |
| 5 | Gál Ferenc Egyetem               | Szeged   | 2020–     |

## Karok, szakok[17]
| Kar                                  | Település  | Cím                                    | Honlap                                                    |
| ------------------------------------ | ---------- | -------------------------------------- | --------------------------------------------------------- |
| Egészség- és Szociális Tudományi Kar | Gyula      | 5700 Gyula, Szent István utca 17 - 19. | https://gfe.hu/karok/egeszseg-es-szocialis-tudomanyi-kar/ |
| Gazdasági Kar                        | Békéscsaba | 5600 Békéscsaba, Bajza utca 33.        | https://gfe.hu/karok/gazdasagi-kar/                       |
| Pedagógiai Kar                       | Szarvas    | 5540 Szarvas, Szabadság út 4.          | https://gfe.hu/karok/pedagogiai-kar/                      |
| Teológiai Kar                        | Szeged     | 6720 Szeged, Dóm tér 6.                | https://gfe.hu/karok/teologiai-kar/                       |

### Egészség- és Szociális Tudományi Kar

#### Alapszak
- Ápolás és betegellátás [ápoló] (Gyula) (nappali és levelező)[18]
- Egészségügyi szervező (Gyula) (nappali és levelező)[19]
- Egészségügyi szervező (Szeged) (nappali és levelező)
- Szociális munka (Gyula) (nappali és levelező)[20]
- Szociális munka (Szarvas) (levelező)

#### Mesterszak
- Mentálhigiénés családkonzulens (Gyula) (nappali és levelező)
- Tanári [4 félév [etikatanár]] (Szarvas) (nappali és levelező)[21]
- Tanári [4 félév [etikatanár]] (Szeged) (nappali és levelező)

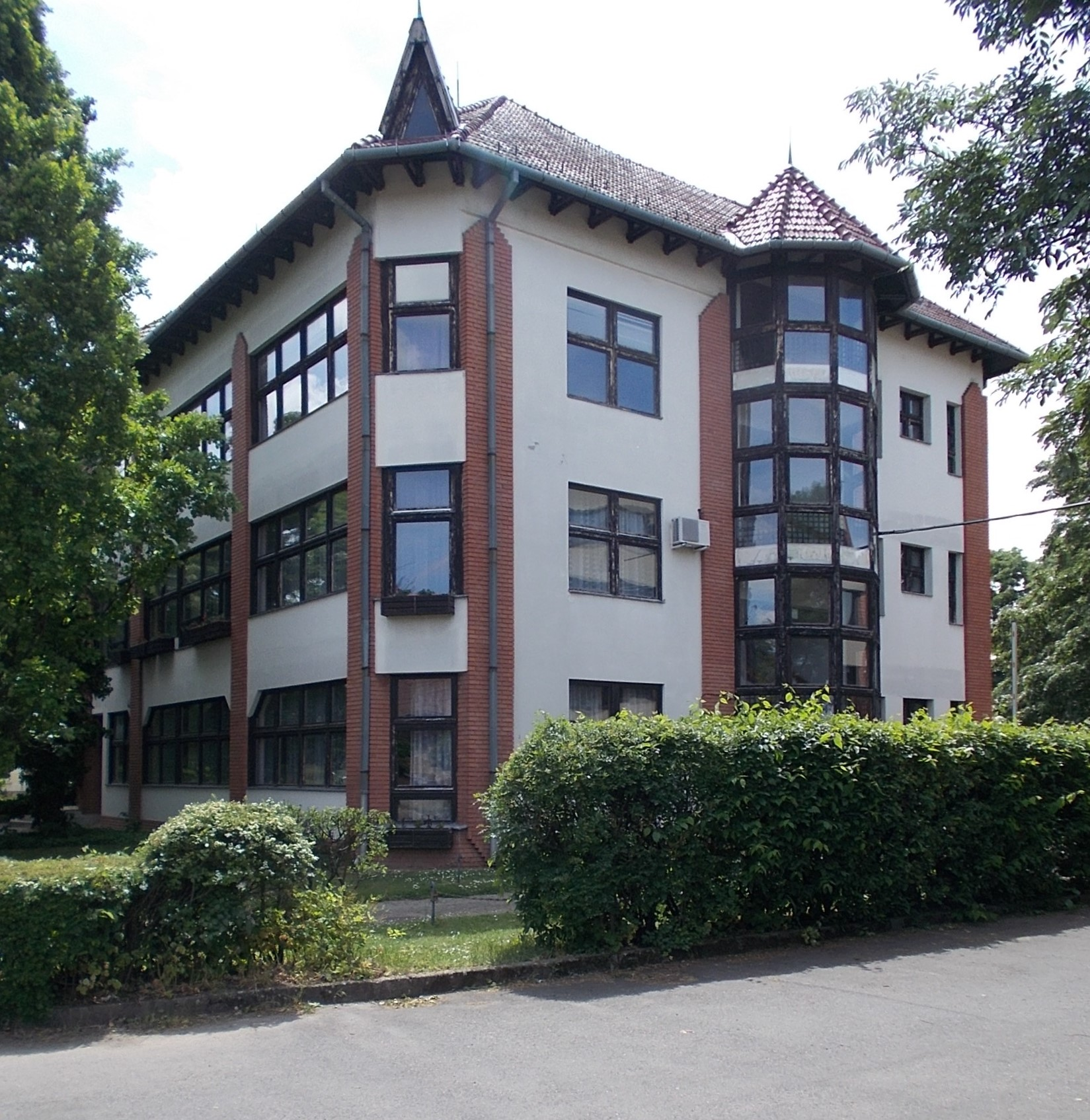
Az Egészség- és Szociális Tudományi Kar épülete Gyulán

### Gazdasági Kar

#### Alapszak
- Gazdálkodási és menedzsment – angol nyelven (Békéscsaba) (nappali)
- Gazdálkodási és menedzsment – magyar nyelven (Békéscsaba) (nappali és levelező)
- Gazdálkodási és menedzsment (Szeged) (levelező)
- Műszaki menedzser (Békéscsaba) (nappali és levelező)
- Pénzügy és számvitel (Békéscsaba) (nappali és levelező)
- Pénzügy és számvitel (Szeged) (levelező)

#### Felsőoktatási szakképzés
- Gazdálkodási és menedzsment (Békéscsaba) (nappali és levelező)
- Pénzügy és számvitel [államháztartási] (Békéscsaba) (nappali és levelező)
- Pénzügy és számvitel [pénzintézeti] (Békéscsaba) (nappali és levelező)
- Pénzügy és számvitel [vállalkozási] (Békéscsaba) (nappali és levelező)

### Pedagógiai Kar

#### Alapszak
- Csecsemő- és kisgyermeknevelő (Szarvas) (nappali és levelező)
- Csecsemő- és kisgyermeknevelő (Budapest) (nappali és levelező)
- Csecsemő- és kisgyermeknevelő (Szeged) (nappali és levelező)
- Óvodapedagógus (Szarvas) (nappali és levelező)
- Óvodapedagógus (Budapest) (levelező)
- Óvodapedagógus [nemzetiségi óvodapedagógus (cigány-roma)] (Szarvas) (nappali és levelező)
- Óvodapedagógus [nemzetiségi óvodapedagógus (német)] (Szarvas) (nappali és levelező)
- Óvodapedagógus [nemzetiségi óvodapedagógus (román)] (Szarvas) (nappali és levelező)
- Óvodapedagógus [nemzetiségi óvodapedagógus (szlovák)] (Szarvas) (nappali és levelező)
- Tanító (Szarvas) (nappali és levelező)
- Tanító [nemzetiségi tanító (cigány-roma)] (Szarvas) (nappali és levelező)
- Tanító [nemzetiségi tanító (német)] (Szarvas) (nappali és levelező)
- Tanító [nemzetiségi tanító (román)] (Szarvas) (nappali és levelező)
- Tanító [nemzetiségi tanító (szlovák)] (Szarvas) (nappali és levelező)

### Teológiai Kar

#### Alapszak
- Katekéta-lelkipásztori munkatárs (Gyula)
- Katekéta-lelkipásztori munkatárs (Szarvas)
- Katekéta-lelkipásztori munkatárs (Szeged)

#### Osztatlan képzések
- Katolikus teológus [lelkész]
- Katolikus teológus [teológus]
- Osztatlan tanári [10 félév [hittanár-nevelőtanár]] (Szarvas)
- Osztatlan tanári [10 félév [hittanár-nevelőtanár]] (Szeged)
- Osztatlan tanári [10 félév [hittanár-nevelőtanár; angol nyelv és kultúra tanára]]
- Osztatlan tanári [10 félév [hittanár-nevelőtanár; biológiatanár]]
- Osztatlan tanári [10 félév [hittanár-nevelőtanár; ének-zene tanár]]
- Osztatlan tanári [10 félév [hittanár-nevelőtanár; etikatanár]]
- Osztatlan tanári [10 félév [hittanár-nevelőtanár; földrajztanár]]
- Osztatlan tanári [10 félév [hittanár-nevelőtanár; kémiatanár]]
- Osztatlan tanári [10 félév [hittanár-nevelőtanár; magyar nyelv és irodalom szakos tanár]]
- Osztatlan tanári [10 félév [hittanár-nevelőtanár; német nyelv és kultúra tanára]]
- Osztatlan tanári [10 félév [hittanár-nevelőtanár; testnevelő tanár]]
- Osztatlan tanári [10 félév [hittanár-nevelőtanár; történelemtanár]]

#### Mesterszak
- Keresztény egyház- és művelődéstörténet
- Pasztorális tanácsadás és szervezetfejlesztés (Békéscsaba)
- Pasztorális tanácsadás és szervezetfejlesztés (Gyula)
- Pasztorális tanácsadás és szervezetfejlesztés (Szarvas)
- Pasztorális tanácsadás és szervezetfejlesztés (Szeged)
- Tanári [4 félév [hittanár-nevelőtanár]] (Békéscsaba)
- Tanári [4 félév [hittanár-nevelőtanár]] (Gyula)
- Tanári [4 félév [hittanár-nevelőtanár]] (Szarvas)
- Tanári [4 félév [hittanár-nevelőtanár]] (Szeged)

## Partnerek

### Egyházi
- Szeged-Csanádi egyházmegye

### Felsőoktatási
- Debreceni Református Hittudományi Egyetem
- Evangélikus Hittudományi Egyetem
- Károli Gáspár Református Egyetem
- Magyar Agrár- és Élettudományi Egyetem Kaposvári Campus
- Országos Rabbiképző – Zsidó Egyetem
- Pázmány Péter Katolikus Egyetem Hittudományi Kar
- Semmelweis Egyetem Pető András Kar
- Szegedi Tudományegyetem
- Veszprémi Érseki Főiskola

## A Gál Ferenc Egyetemhez köthető személyek
- Benyik György teológus, katolikus pap
- Boros István teológus
- Dudás Róbert Gyula katekéta-lelkipásztori munkatárs, egyháztörténet-kutató
- Gyulay Endre nyugalmazott püspök
- Havass Géza katolikus plébános
- Hollósvölgyi Iván költő
- Ikotity István magyar tanár, kutató, területfejlesztő, politikus
- Kondé Lajos katolikus pap, Csongrád megye díszpolgára
- Kemény Lajos római katolikus főpap, teológiai tanár, a Szegedi Hittudományi Főiskola rektora
- Kothencz János magyar pedagógus, szociológus, címzetes egyetemi tanár, politikus
- Marton Árpád szegedi művészeti író, kritikus, újságíró
- Máté-Tóth András magyar teológus, vallástudós, egyetemi tanár, a Szegedi Tudományegyetem Vallástudományi Tanszékének alapítója
- Nátyi Róbert művészettörténész, oktató, kurátor
- Nemeshegyi Péter jezsuita szerzetes, teológiai doktor, egyetemi tanár, dékán
- Perintfalvi Rita teológus, hittanár
- Pintér Tibor költő
- Szabó Mária filológus
- Szentiványi Róbert katolikus pap, egyetemi tanár
- Tomka Miklós vallásszociológus, egyetemi tanár, a szociológiai tudomány kandidátusa, az MTA doktora
- Turay Alfréd katolikus pap, oktató
- Weissmahr Béla jezsuita szerzetes, teológus, egyetemi tanár
- Zsille Gábor József Attila-díjas és Térey János-ösztöndíjas, a Lengyel Köztársaság Lovagkeresztjével kitüntetett költő, műfordító, publicista, polonista, szerkesztő.

### Egyetemi lapok
- A Gál Ferenc Egyetem honlapja